# TAM Cargo
TAM Cargo (раніше відома як TAM Express) — дочірнє підприємство флагманської авіакомпанії Бразилії TAM Airlines, що працює на ринку вантажних авіаперевезень з аеропортів країни і за її межами.
Штаб-квартира розташована в Аеропорту Конгоньяс/Сан-Паулу.

## Авіаподії і нещасні випадки

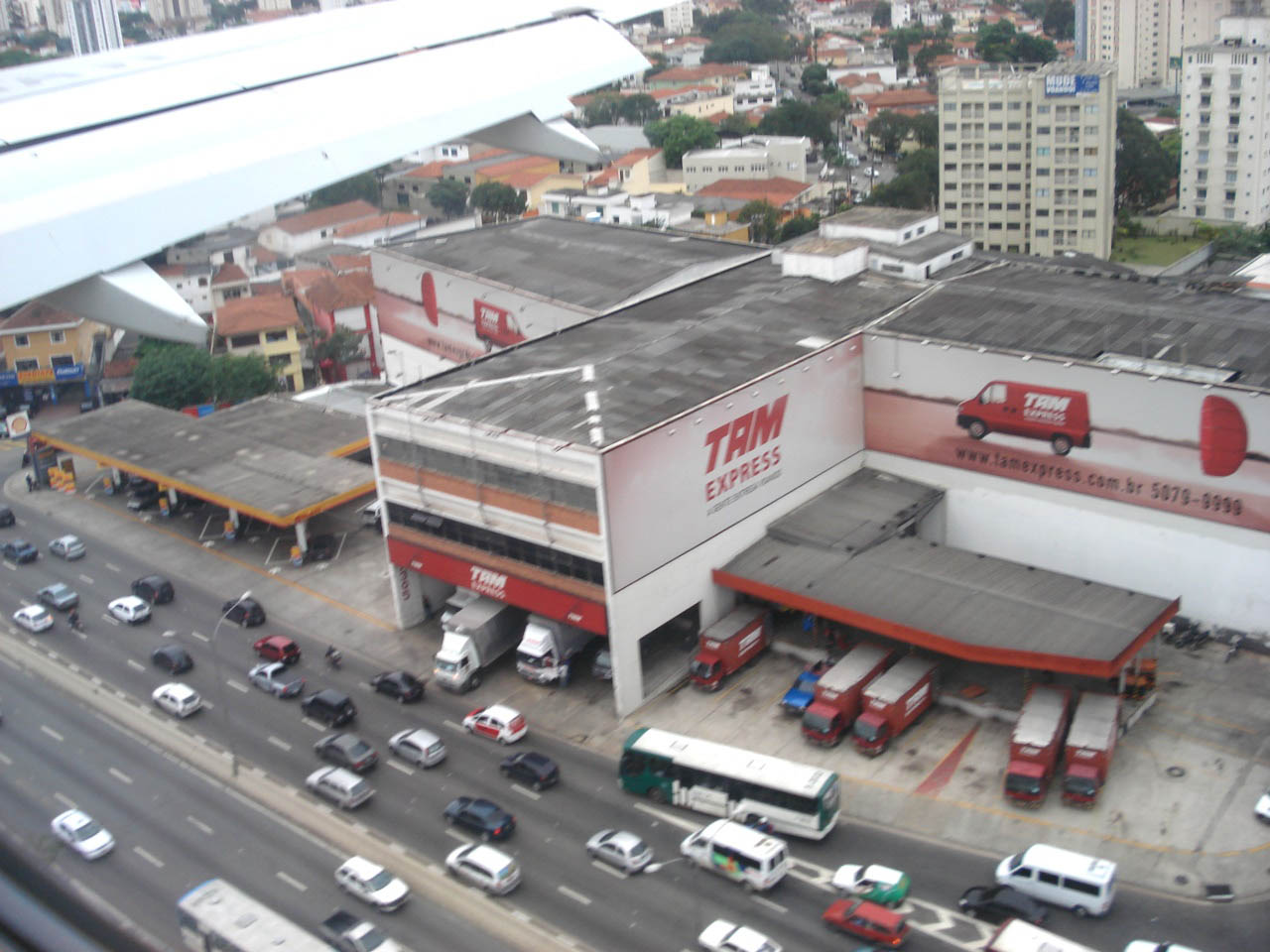
Будівля TAM Express в Аеропорту Конгоньяс/Сан-Паулу, зруйнована через кілька місяців в результаті катастрофи рейсу 3054 авіакомпанії TAM Airlines

- 17 липня 2007 року. Літак Airbus A320 (реєстраційний PR-MBK), який прямував регулярним рейсом 3054 з Міжнародного аеропорту Салгаду Філью в Сан-Паулу при посадці в дощ в аеропорту призначення викотився за межі злітно-посадкової смуги, перетнув автомобільну магістраль і врізався у вантажний склад авіакомпанії TAM Airlines (TAM Express). Загинуло 199 осіб, включаючи 12 знаходилися на землі. Ця авіакатастрофа є найбільшою у Латинській Америці за кількістю жертв[1][2][3][4][5].